# Thác Luồng
Thác Luồng là thác trên suối Nậm Luồng ở vùng đất bản Bo xã Nà Chì huyện Xín Mần tỉnh Hà Giang, Việt Nam.
Thác Luồng đặt tên theo suối Nậm Luồng. Thác Luồng ở độ cao gần 1.000 m so với mực nước biển, trải ra 11 tầng thác lớn nhỏ với chiều dài tổng cộng gần 1 km, rộng cỡ 10 m - 20 m, chảy uốn lượn trong rừng già. Thác được Bộ Văn hóa, Thể thao và Du lịch xếp hạng là di tích quốc gia tại Quyết định 1978/QÐ-BVHTTDL ngày 29/06/2021.

## Vị trí
Thác Luồng ở trên suối Nậm Luồng, dòng suối bắt nguồn từ núi Pù Luồng cao trên 1600 m. Nậm Luồng chảy về hướng đông nam, và là một trong các dòng nguồn chính của sông Con.
Để tiếp cận thác, theo Quốc lộ 279 đến thị trấn Yên Bình huyện Quang Bình. Tới ngã ba Yên Hạ 22°24′53″B 104°35′32″Đ / 22,414721°B 104,592118°Đ rẽ sang Đường tỉnh 178 đi hướng bắc cỡ hơn 20 km, đến trung tâm hành chính xã Nà Chì 22°31′01″B 104°30′21″Đ / 22,517025°B 104,505825°Đ.
Từ đây chuyển sang đường liên xã miền núi đi hường tây bắc 8 km là đến thác.